# 薔薇族かくれんぼ
「薔薇族かくれんぼ』（ばらぞくかくれんぼ）は『薔薇族』1983年3月号に掲載、1986年8月に発売された単行本『兄貴にド・キ・ド・キ』および2003年11月に発売された『ウホッ!! いい男たち〜ヤマジュン・パーフェクト』に収録されている山川純一の一話完結の漫画である。

## あらすじ
とある都立高校の美術部で、男性モデルをデッサンするためひとり残った 坂口慎吾のもとへ、顧問の吉武がモデルの大学生多田信之を連れてやってくる。二人は裸になると「内気なかくれホモ」の慎吾に見せつけるかのようにしてセックスを始める。これら一連の行為は吉武考案によるホモ発見作戦の一環であった。興奮を抑えていた慎吾だったが吉武の「同性愛では恥ではない」との諭しを受け入れ、ホモであることを隠すのをやめる決意をする。その後は吉武に言われるがまま、三人で行為に浸る。作戦にまんまとはまってしまった慎吾であったが、二人のセックスに自分も交わっている願望を描いたデッサン画と同じになれたことを喜んだ。

## 登場人物
坂口慎吾（さかぐち しんご）
この作品の中心人物。高校1年生で、美術部所属。内気な性格であり、隠れホモ。吉武の作戦により、カミングアウトした。
吉武（よしたけ）
都立高校の美術部顧問。ホモ。自身が発案した「ホモ発見作戦」で、慎吾と信之の内気な性格を直した。
多田信之（ただ のぶゆき）
大学4年生で美術部OB。ホモ。吉武の作戦に協力するため、モデルとしてやってきた。高校生の頃は内気だったが現在は好色な性格となり、2輪挿しでも肛門が裂けない。